# Deinonychosauria
I deinonicosauri erano i dinosauri maniraptori più vicini agli uccelli. Erano caratterizzati da un artiglio a falce sul secondo dito del piede. Alcuni rappresentanti del gruppo potevano ruotarlo fino a 180°. Si diversificarono soprattutto in Nord America, ma alcuni fossili indicano la loro presenza anche in Eurasia.

## 2 grandi famiglie
Possiamo dividere questi dinosauri in 2 famiglie non molto diverse: 
- I Dromeosauridi, con artiglio più grande
- I Troodontidi, non molto diversi ma con un cervello più grande.

Erano tutti molto simili ma la suddivisione è stata creata soprattutto per la corporatura, infatti i Troodontidi sono composti da pochi generi molto simili con caratteristiche leggermente diverse nel corpo rispetto ai Dromeosauri. Inoltre i Troodontidi vissero solo in Nord-America.

## Generi
I troodontidi sono composti da pochi dinosauri, come Troodon e Stenonychosaurus, che potrebbero essere dello stesso genere. Invece i Dromeosauri si dividono in modo più allargato, con varie sottofamiglie:
Velociraptorinae
- Velociraptor
- Deinonychus
- Dromaeosaurus
- Pyroraptor
- Unleangia

Esistono anche altri generi, come Utahraptor non ancora attribuiti ad una sottofamiglia.

## Killer piumati?
Data l'affinità con gli uccelli, è possibile che tutti, o almeno quasi, fossero provvisti di piume. Ce lo dimostrano i resti di alcuni dinosauri affini, come Bambiraptor, Sinosauropteryx e il caso stupefacente del Sinornithosaurus. Tutti i fossili presentano segni di protopiume, fa eccezione quello del Bambiraptor di cui si è solo ipotizzato.